# Changement climatique au Royaume-Uni
 (novembre 2021).
Motif : L'article est à ré-organiser sous forme des sections mieux définies, mieux organisés et plus complètes

Enregistrement des températures mondiales moyennes compilées par la de l'Université de East Anglia et le du bureau météorologique britannique

Le changement climatique au Royaume-Uni est un sujet controversé. De nombreuses politiques ont été mises en œuvre pour atténuer ses effets. On estime que les émissions devront être réduites de 80 à 85 % dans l'Union Européenne sur la période 2008-2050, et ce aussi vite que techniquement possible. Le gouvernement s'est engagé à réduire les émissions de CO2 équivalent de 80 % d'ici 2050 par rapport au niveau de 1990 et de 50 % d'ici 2025 par rapport à 1990.

## Contexte

### Émissions
| Pays               | Émissions (tonnes de CO2) |
| ------------------ | ------------------------- |
| Luxembourg         | 1.429                     |
| Royaume-Uni        | 1.127                     |
| États-Unis         | 1.126                     |
| Belgique           | 1.026                     |
| République tchèque | 1.006                     |
| Allemagne          | 987                       |
| Estonie            | 877                       |
| Canada             | 779                       |
| Kazakhstan         | 682                       |
| Russie             | 666                       |
| Danemark           | 653                       |
| Bahreïn            | 631                       |
| Koweït             | 629                       |
| Australie          | 622                       |
| Pologne            | 594                       |
| Qatar              | 584                       |
| Trinité-et-Tobago  | 582                       |
| Slovaquie          | 579                       |
| Pays-Bas           | 576                       |

En 2012, les émissions totales étaient de 581 MtCO2e, soit 7,7 tonnes par habitant. Les émissions de CO2 ont diminué de 17 % entre 1990 et 2012, alors qu'elles ont baissé de 21 % en Allemagne.
Les émissions liées aux importations au Royaume-Uni étaient de 35 % en 1992 et de 67 % en 2004. Les émissions liées à la consommation ont augmenté de façon constante sur la période 1992-2004 et sont 18% plus élevées en 2004 par rapport à 1992, tandis que les émissions totales du pays déclarées à la CCNUCC ont baissé de 5 % sur la même période.
Le Committee on Climate Change, un organe indépendant qui conseille le gouvernement et les gouvernements décentralisés (Irlande du Nord, pays de Galles, Écosse), publie un rapport d'activités annuel avec pour but d’examiner le changement climatique au Royaume-Uni. Pour respecter ses engagements, le Royaume-Uni a l'obligation de réduire ses émissions d'au moins 3 % par an. Comme indiqué par le rapport de juin 2013, les émissions de gaz à effet de serre ont augmenté de 3,5 % en 2012 à cause d'un hiver plus froid comparé à 2011 et de l'utilisation du charbon pour la production d'électricité. Les 594 MtCO2e d'émissions du Royaume-Uni se répartissent de la façon suivante : 24 % pour la production d'électricité, 19 % pour l'industrie, 18 % pour les transports terrestres, 14 % pour le bâtiment, environ 1 % pour l'agriculture et l'UTCATF. C'est dans l'aviation que l'augmentation est la plus importante : les émissions de CO2 liées au transport aérien au Royaume-Uni sont passées d'environ 17 MtCO2e en 1990 à 34 MtCO2e en 2011, soit plus de 5 % des émissions totales,.

### Le rapport Stern
Le gouvernement britannique et l'économiste Nicholas Stern ont publié en 2006 le rapport Stern sur l'économie du changement climatique. Selon le rapport, le changement climatique est la défaillance de marché la plus importante et la plus large jamais constatée, ce qui représente un défi sans précédent pour les économistes. Le rapport fournit des recommandations notamment l'instauration d'une fiscalité environnementale pour minimiser les perturbations économiques et sociales. La principale conclusion du rapport Stern est que les bénéfices d'une action rapide et déterminée contre le changement climatique dépassent de loin les coûts.
Le rapport souligne les impacts potentiels du changement climatique sur les ressources en eau, la production agricole, la santé et l'environnement. Selon le rapport, le coût global du changement climatique en l'absence d'actions correctives représentera l'équivalent d'une perte annuelle de 5 % du produit intérieur brut (PIB) mondial à partir d'aujourd'hui. On atteint même 20 % du PIB ou plus si l'on inclut davantage de risques et d'impacts prévisibles.
Personne ne peut prédire avec certitude les conséquences du changement climatique, mais nous en connaissons aujourd'hui assez pour comprendre les risques. La conclusion du rapport est simple : le bénéfice d'une action rapide et déterminée dépasse le coût.
Le rapport Stern a été l'objet de nombreuses critiques lors de sa sortie. Selon Partha Dasgupta, professeur d'économie à l'université de Cambridge, les hypothèses de Stern supposerait pour la génération actuelle de ne pas dépenser plus 2,5 % de la richesse produite : « il faut balayer cette idée d'un revers de la main tellement elle est absurde... Choisir des valeurs de paramètres qui donnent les résultats que l'on souhaite ne peut que desservir la cause que l'on sert. » Pour William Nordhaus, économiste à Yale, il faut lire le rapport Stern principalement comme « un document politique par nature et dont le but est de convaincre ».
Une phrase prise dans le rapport lui-même semble confirmer cette affirmation : "Le rôle principal des politiques publiques aujourd'hui est de changer les habitudes."

### Impact économique
D'après les calculs parus fin 2013 dans une étude des conseillers climatiques du gouvernement britannique, le pays pourrait économiser 85 milliards de livres par an s'il remplissait ses objectifs climatiques. Il est prévu de diviser les émissions par deux d'ici 2025. La moindre utilisation des énergies fossiles et l'augmentation de l'efficacité énergétique réduisent les dépenses liées à la qualité de l'air et à la santé, les factures énergétiques, le bruit, les déchets, les embouteillages, les accidents de la route et contribuent à la préservation de la biodiversité et de l'eau.

## Phénomènes météorologiques extrêmes
En 2014, les sept années les plus chaudes et les 4-5 années les plus humides au Royaume-Uni ont eu lieu entre 2000 et 2014. La hausse des températures favorise l'évaporation et augmente le niveau des pluies. En Angleterre, 2014 a été l'hiver le plus humide en plus de 250 ans, provoquant des inondations généralisées.

### Inondations
Le gouvernement britannique estime que le nombre de foyers concernés par le risque de crues augmentera fortement pour atteindre 970.000 ménages dans les années 2020, contre environ 370.000 en janvier 2012.
Les Amis de la Terre ont critiqué la décision du gouvernement britannique de couper dans les dépenses de protection contre les crues. Des investissements supplémentaires seront nécessaires pour assurer la protection contre le risque accru d'inondations du fait du changement climatique. En 2009, l'Environment Agency (en) britannique a calculé que le pays devra dépenser 20 millions de livres de plus chaque année jusqu'en 2035 par rapport au niveau de 2010-2011, et ce juste pour suivre le rythme du changement climatique.
Le Bureau Météorologique britannique a annoncé que les chiffres enregistrés pour décembre 2013 et janvier 2014 correspondaient aux mois les plus humides depuis que les mesures existent (1910). Les crues et la gestion des risques de crues représentent pour le Royaume-Uni un coût de 2,2 milliards de livres par an, alors que les dépenses pour la protection contre les crues et leur gestion s'élèvent à moins d'un milliard de livres.
En février 2014, pendant les inondations au Royaume-Uni, l'Église d'Angleterre a annoncé vouloir retirer ses investissements des entreprises qui ne font pas assez pour combattre le "grand démon" du changement climatique et qui ignorent les priorités théologiques, morales et sociales de l'Église.

### Températures
Du fait du changement climatique, 2014 est considérée comme l'année la plus chaude en 350 ans de mesures.

## Action de lutte contre le réchauffement climatique

### Le paquet climat-énergie de l'UE en 2008
Fin 2008, le Parlement Européen a approuvé le paquet climat-énergie, qui stipule notamment de :
- baisser de 20 % les émissions de gaz à effet de serre entre 1990 et 2020
- atteindre 20 % d'énergies renouvelables dans la consommation énergétique européenne d'ici à 2020
- améliorer l'efficacité énergétique de 20 % d'ici à 2020

### Énergies renouvelables
La puissance installée en énergie éolienne devrait augmenter chaque année de 1 à 1,5 GW pour l'éolien terrestre et de 1 à 2 GW pour l'éolien en mer entre 2008 et 2022.
La figure 7 du document en référence montre l'objectif d'augmentation de la part des énergies renouvelables pour le Royaume-Uni entre 2008 et 2020, ainsi que l'augmentation de l'efficacité énergétique.

### Politique
Le Climate Change Programme (en) a été lancé en novembre 2000 par le gouvernement britannique ; il s'agissait de la réponse aux engagements pris à la Conférence des Nations unies sur l'Environnement et le Développement en 1992.
London Green500 (en) est un projet dont l'objectif est de réduire les émissions de gaz à effet de serre des entités basées à Londres de 60 % d'ici à 2025, y compris pour les nouveaux bâtiments. Les zones urbaines représentent 80 % des émissions mondiales de CO2 mais moins de 1 % de la surface du globe.

### Législation
Il existe une législation nationale, des accords internationaux et des directives européennes. La directive européenne 2001/77/EU encourage la production d'éleé à partir des énergies renouvelables.
Le Climate Change and Sustainable Energy Act 2006 (en) est une loi britannique dont le but est de favoriser la création d'unités de cogénération au Royaume-Uni, contribuant ainsi à réduire les émissions de carbone et la précarité énergétique.
Le Climate Change Act 2008 oblige le ministre de l'Environnement à s'assurer que les émissions de gaz à effet de serre britanniques pour les six gaz retenus par le protocole de Kyoto diminuent d'au moins 80 % par rapport à l'année de référence, 1990.

### Financement
Les dépenses annuelles pour préparer le Royaume-Uni aux impacts du changement climatique sont passées de 29,1 millions de livres en 2012-2013 à 17,2 en 2013-2014.

### Groupes de pression
Au Royaume-Uni, il existe de nombreux groupes de pression spécialisés sur le thème du changement climatique comme les Amis de la Terre (à l'origine de la campagne Big Ask), la coalition Stop Climate Chaos (en), la Youth Climate Coalition britannique, la Campaign against Climate Change (en) et 350.org.

## Controverse et polémique

### Utilisation de bois en substitution au charbon
Les Amis de la Terre, Greenpeace et la Royal Society for the Protection of Birds écrivaient en 2013 : « Pourquoi le projet du gouvernement de subventionner le bois énergie est une mauvaise nouvelle pour la planète. L'universitaire Timothy Searchinger, de Princeton, estime que l'utilisation d'arbres entiers pourrait augmenter les émissions de gaz à effet de serre d'au moins 49 % par comparaison avec le charbon sur une période de 40 ans. »

### Incident des e-mails du Climatic Research Unit
L'incident des e-mails du Climatic Research Unit (ou "Climategate") est survenu en novembre 2009 avec le piratage d'un serveur du Climatic Research Unit (CRU) de l'Université d'East Anglia par une attaque externe. Quelques semaines avant la Conférence de Copenhague sur le Climat, un individu ou un groupe inconnu s'est introduit dans le serveur du CRU et a copié des milliers de courriels et de documents informatiques sur différents sites Internet.
L'affaire a d'abord été révélée par des climato-sceptiques sur leur blog et c'est l'éditorialiste James Delingpole qui a popularisé le terme "climategate" pour décrire cette polémique. Pour les climato-sceptiques et ceux qui nient l'importance du changement climatique anthropique, ces courriels montrent que le changement climatique est une conspiration scientifique, conspiration où les scientifiques ont manipulé les données climatiques et tenté de faire taire les critiques. Ces accusations ont été rejetées par le CRU, qui a argumenté en disant que les courriels avaient été sortis de leur contexte et ne reflétaient qu'un échange d'idées tout à fait normal.
Les médias grand public ont relevé cette histoire au moment où les négociations sur la lutte contre le changement climatique commençaient à Copenhague, le 7 décembre. Du fait du moment choisi, les scientifiques, les politiques et les experts en relations publiques ont estimé que la publication des courriels était une campagne de dénigrement conçue pour saper la conférence sur le climat. En réponse à la controverse, l'Association américaine pour l'avancement des sciences (AAAS), l'American Meteorological Society et l'Union of Concerned Scientists ont publié des déclarations pour rappeler le consensus scientifique : la température moyenne à la surface du globe augmente depuis des décennies.
Huit comités ont enquêté sur les allégations et les rapports publiés, et n'y ont trouvé aucune preuve de fraude ou de faute scientifique.
Cependant, les rapports appelaient les scientifiques à éviter à l'avenir de telles allégations et à prendre des mesures pour renforcer la confiance du public dans leur travail. Il peut s'agir par exemple de donner accès à leurs sources de données, leurs méthodes de traitement et leurs logiciels, et de répondre rapidement aux demandes d'informations. Le fait que le changement climatique résulte de l'activité humaine fait toujours l'objet d'un consensus scientifique et n'a pas été remis en cause lors des investigations.

### Polémique sur la diffusion d'un film sur le changement climatique dans les écoles publiques
Dimmock contre le ministre de l'Éducation est un cas qui a été plaidé en septembre-octobre 2007 auprès de la Haute Cour de Justice de l'Angleterre et du pays de Galles. Le gouvernement avait mis à disposition des écoles publiques anglaises, à titre d'aide aux instituteurs, le documentaire d'Al Gore sur le changement climatique Une vérité qui dérange.
C'est Stewart Dimmock, chauffeur routier, parent d'élèves dans le Kent, en Angleterre, et père de deux garçons qui fréquentent une école publique, qui a soulevé le cas. Dimmock a été candidat à deux élections locales pour le parti libéral britannique The New Party (en) et a reçu le soutien du vicomte de Monckton, l'auteur du manifeste du New Party. Monckton, l'un des climato-sceptiques britanniques les plus en vue, a lancé une campagne de publicité contre Al Gore en mars 2007, le défiant de débattre avec lui sur le changement climatique. Monckton a été financé par le laboratoire d'idées conservateur basé à Washington, le Science and Public Policy Institute (SPPI), dont il est le conseiller stratégique, pour réaliser un film, Apocalypse No (2008), qui parodie Al Gore. On y voit Monckton qui déroule une présentation attaquant la science climatique.
Le plaignant a cherché à empêcher l'utilisation pédagogique du film Une vérité qui dérange en arguant du fait que les écoles doivent, de par la loi, faire une présentation équilibrée des questions politiques. La cour a jugé que le film était principalement basé sur la recherche scientifique et les faits, et pouvait donc continuer à être visionné, mais qu'il souffrait d'un certain biais de telle sorte que les instituteurs devraient expliquer la situation par des notes de contexte distribuées aux écoles avec le film. La cour a également identifié neuf erreurs, telles que les désignait le plaignant, dans le film ; il s'agissait de modifications par rapport au consensus scientifique, et la cour a jugé que les notes de contexte devraient traiter de ces questions en particulier.